# オカルトブーム
オカルトブームとは、かつて日本で1970年代と1990年代に二回発生した、心霊・UFO・宇宙人・UMA・終末論・超能力・超常現象・都市伝説等のオカルトに関する流行・社会現象・ブームである。

## 歴史

### 1970年代
1973年出版の『ノストラダムスの大予言』がベストセラーとなった1970年代に第一次ブームが起こり、バラエティ番組では『あなたの知らない世界』、矢追純一の『木曜スペシャル』におけるオリバー君やユリ・ゲラー（スプーン曲げ）、『水曜スペシャル』内の『川口浩探検隊』、ホラー映画『エクソシスト』、ネッシー、ツチノコ、ヒバゴンといった未確認生物、その他には天中殺、心霊写真、コックリさん、口裂け女、恐怖新聞、日本沈没、甲府事件・介良事件、超古代文明等が話題になった。それに対して当時から問題視もされ、オカルト要素のあったアニメ『勇者ライディーン』が朝日新聞の意向により大幅な路線変更を命じられたこともあった。

### 1980年代
1980年代には雑誌の投稿欄で戦士症候群と呼ばれる現象が起きた。オウム真理教もこの年代に活動を開始した。

### 1990年代
その後、1990年代初等にはミステリーサークルや人面魚・人面犬などが話題となり、1990年代後半にはノストラダムスの大予言（1999年地球滅亡説）が再び話題になり始めると、バラエティー番組の『特命リサーチ200X』『奇跡体験!アンビリバボー』等でオカルト特集が毎週のように放送され、同時期には『宇宙人解剖フィルム』も日本で放送され話題となった。年末特番『ビートたけしの禁断の大暴露!!超常現象(秘)Xファイル』が放送されたのもこの時代からである。映画業界においても『学校の怪談』シリーズや『リング (1998年の映画)』がヒットし、テレビゲーム『夕闇通り探検隊』や漫画『MMR』も話題となり、子供たちの間ではトイレの花子さんが流行するなど、1990年代後半にはオカルトネタが再燃し、第二次ブーム状態となった。1995年にはオカルトブームの申し子といえるオウム真理教による事件が起きたものの、その後もブームは続いた。

### 2000年代以降
オウム事件後の自粛が過ぎ去り、2000年代に入ってからは、2000年秋に発生した岐阜県富加町の幽霊団地騒動、『奇跡体験!アンビリバボー』で取り上げられた「杉沢村伝説」、『不思議どっとテレビ。これマジ!?』内で放送されたアポロ計画陰謀論、『USO!?ジャパン』内で放送された「サンチアゴ航空513便事件」等といったものが挙げられるが、インターネットの普及による情報量の増加でそれらがネタ・やらせ紛いであることが広く認知されるようになり、架空の事件のでっちあげや海外のジョークを実話であるかのように編集するなどの旧来の手法は通用しなくなっていた。更には肝心のノストラダムスの予言が外れたことや、デジカメの普及やCG技術の発達により、偽物の写真や映像が安易に作られるようになったことでブームは衰退していった。
こうして「心霊」コンテンツは力をなくし、代わってより現実的な「スピリチュアル」が台頭する。2000年代中盤に発生した『オーラの泉』などのスピリチュアルブームや、『奇跡の扉 TVのチカラ』の超能力捜査官、『天才!志村どうぶつ園』の「動物と話せる女性」など、スピリチュアル寄りのものが人気となった。
だが2009年にはその『オーラの泉』も放送終了。2010年代にはインターネット・SNSの普及によるネット炎上の恐れからかオカルト番組は完全に衰退した。その後は2012年人類滅亡説や『やりすぎ都市伝説』など特番などで取り上げられる程度である。2010年代後半からはSCP財団やホラーゲームが人気となっているが、オカルトそのものはネットニュースで一部取り上げられる程度に留まっている。